# Слива трилопатева
Слива трилопатева, луїзеанія трилопатева, мигдаль трилопатевий, луїзеанія, махровий мигдаль (Prunus triloba) — вид квіткових рослин із підродини мигдалевих (Amygdaloideae).

## Біоморфологічна характеристика

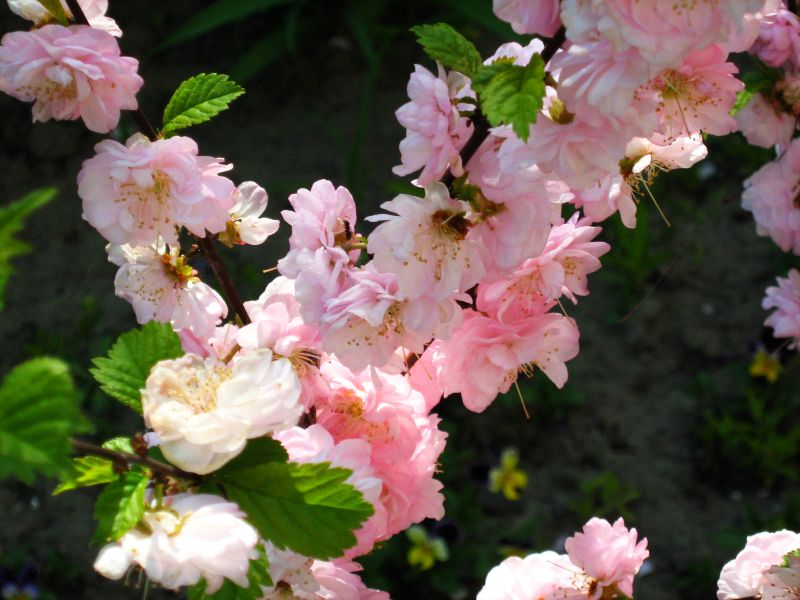

Це розгалужений, розлогий листопадний кущ, іноді більше деревоподібний; може вирости 2–5 метрів у висоту.

## Поширення, екологія
Ареал: Сибір, Китай, Північна Корея. Населяє ліси і хащі; на висотах від 600 до 2500 метрів.

## Використання
Рослина збирається з дикої природи для місцевого використання в якості їжі. Його широко вирощують як декоративну рослину в садах. Плоди вживають сирими чи приготовленими; м'якуш тонкий. З листя можна отримати зелений барвник. З плодів можна отримати барвник від темно-сірого до зеленого.